# 養由基

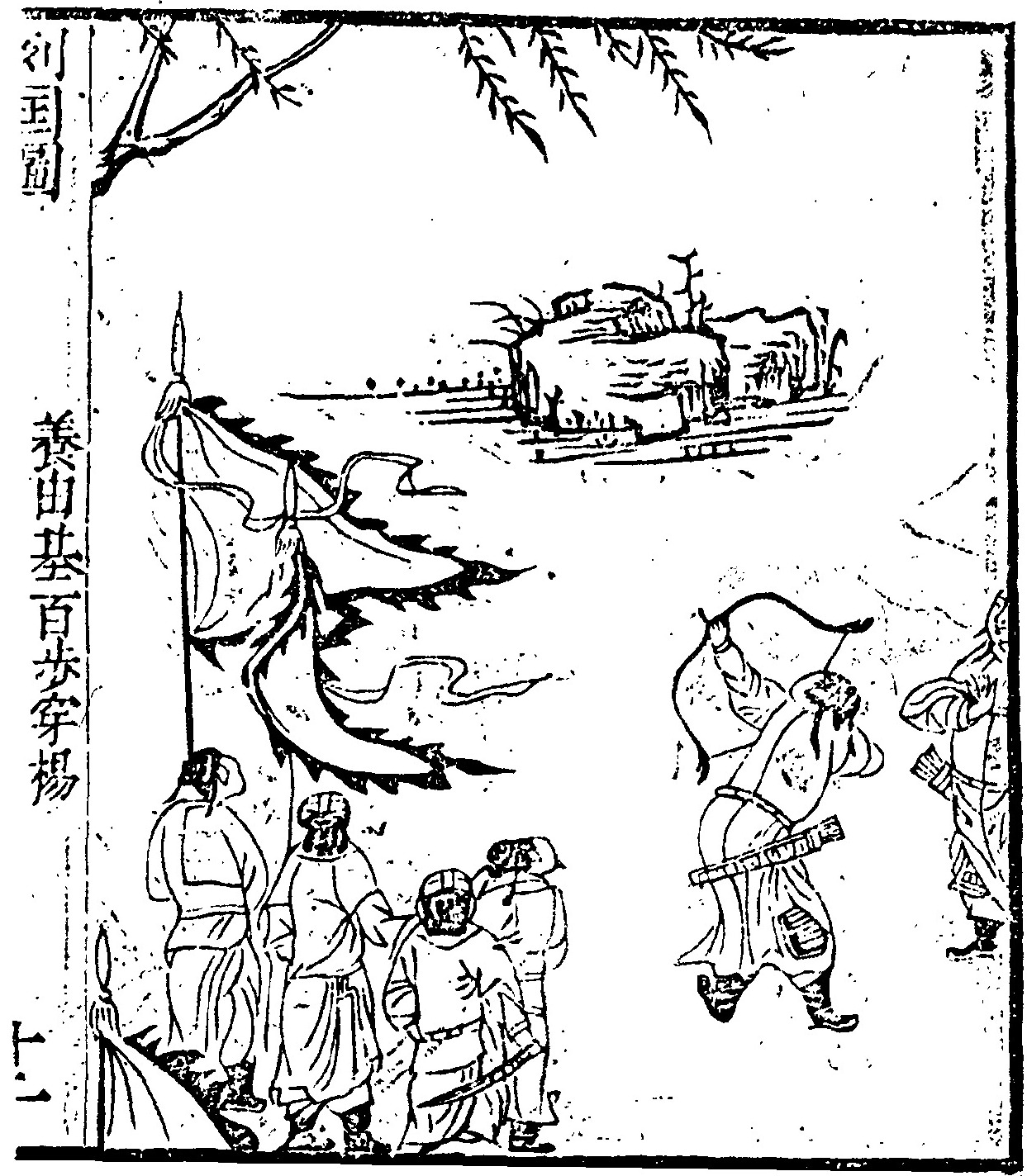
養由基百步穿楊

养由基（？—？），嬴姓，养氏，名由基（一作繇基），字叔，春秋时期楚国将领，是中国古代著名的神射手。养由基本是养国人，养国被楚国灭亡后，养由基成为楚国大夫。相传养由基能在百步之外射穿作标记的柳叶，并曾一箭射穿七层铠甲。《战国策·西周策》中记载：“楚有养由基者，善射，去柳叶百步而射之，百发百中。”成語“百发百中”、“百步穿杨”都出於此處。

## 人物生平
养由基与潘尫之子潘党比试箭法。养由基将皮甲重叠射击。穿透七层后，拿给楚共王看，说：“君王有这样武藝的两位臣子在这里，还有什么好害怕的？”楚共王不喜歡他們的驕傲，发怒说：“真丢人！你们将会因这武艺而死。”
楚共王十六年（公元前575年）六月二十八日，晋、楚鄢陵之战战前，等到交战时，晋军将领魏锜射中楚共王的眼睛。楚王召唤养由基，给他两支箭，说：“你是我最信任的心腹人，但愿你能用这两支箭为我报这一箭之仇。”，让他射杀魏锜。养由基放马前往，与魏锜会战，不上几个回合，一箭射去，正好射中魏锜的颈部，结束了魏锜的性命。养由基把另一支箭带回来，缴还共王，禀奏说：“大王的深仇大恨已报了！”，从此养由基名震楚国。
晋军将楚军逼到险阻地带时，楚国大臣叔山冉对养由基说：“虽然国君有命令，但是为了国家，您一定要射箭。”养由基于是射击晋军，养由基箭无虚发，他认准的射击目标都被射死。
楚共王三十一年（公元前560年），楚共王去世，其子楚康王继位，吴国乘机进犯楚国东部边境。养由基迅速奔向吴军，令尹子庚率军跟随。养由基说：“吴国乘我国有丧事，认为我们不会出兵，必然轻视我们而不存戒备之心。您设置三处伏兵来等我，我去引诱他们。”子庚听从养由基的建议。吴、楚两军在庸浦（今安徽省无为县）交战，楚军大败吴军，俘虏吴军将领公子党。
楚康王二年（公元前558年），楚康王任命养由基为宫厩尹。

## 轶事

### 成语
百步穿杨、百发百中：即使距离柳树一百步放箭射击，每箭都射中柳叶的中心。也形容射箭或射击非常准，每次都命中目标。後比喻做事有充分把握，办事成功，决不落空。

### 文學中的死法
小說《东周列国志》六十六回描寫，養由基一身征战凭箭御敌，死于他箭下的人不计其数。晋楚争霸三次大战后（城濮之战、邲之战、鄢陵之战），晋国为了继续打击楚国，在楚国后背上插了一刀，扶助南方新兴的吴国来抗衡。传授吴人车战步战等陆战之术。吴楚之战中，养由基请命上前线杀敌立功。楚王说：“你年纪不小了，冲锋陷阵的事还是留给年轻人吧！”，养由基怒道：“将军战死战场是幸事。我坚决要求上阵杀敌，虽死不恨！”，养由基此时不知吴军已从晋国学到陆战之术，轻敌冒进。被吴军四面铁叶车围裹将来，把养由基困于垓心，乘车将士，皆江南射手，万矢齐发，养由基死于乱箭之下。死前惊恐的说道：“吴人也精于车战！”

## 艺术

### 影视
- 1996年电视剧《東周列國春秋篇》：麻维疆饰演养由基

### 漫畫
- 《東周英雄傳》（鄭問）